# Henock Abrahamsson
Henock Andreas Abrahamsson (Göteborg, 29 ottobre 1909 – Göteborg, 23 aprile 1958) è stato un calciatore svedese, di ruolo portiere.